# 布赫纳扩环反应
布赫纳扩环反应（英語：Buchner ring expansion）是一种两步的碳－碳键形成反应，用于制备含有七元环的化合物。第一步是从重氮乙酸乙酯中释放出卡宾，它能与碳碳双键结合形成三元环。第二步中发生的是扩环反应，这是一个电环化反应，即刚形成三元环的开环最终形成七元环。